# Tonbridge Angels FC
Tonbridge Angels FC (celým názvem: Tonbridge Angels Football Club) je anglický fotbalový klub, který sídlí ve městě Tonbridge v nemetropolitním hrabství Kent. Založen byl v roce 1947 pod názvem Tonbridge FC. Od sezóny 2014/15 hraje v Isthmian League Premier Division (7. nejvyšší soutěž). Klubové barvy jsou modrá a bílá.
Své domácí zápasy odehrává na stadionu Longmead Stadium s kapacitou 3 000 diváků.

## Historické názvy
Zdroj: 
- 1947 – Tonbridge FC (Tonbridge Football Club)
- 1994 – Tonbridge Angels FC (Tonbridge Angels Football Club)

## Získané trofeje
- Kent Senior Cup ( 2× )
  - 1964/65, 1974/75

## Úspěchy v domácích pohárech
Zdroj: 
- FA Cup
  - 1. kolo: 1950/51, 1951/52, 1952/53, 1967/68, 1972/73
- FA Trophy
  - 3. kolo: 2004/05
- FA Vase
  - 3. kolo: 1993/94

## Umístění v jednotlivých sezonách
Stručný přehled
Zdroj: 
- 1948–1958: Southern Football League
- 1958–1959: Southern Football League (South-Eastern Section)
- 1959–1962: Southern Football League (Premier Division)
- 1962–1964: Southern Football League (Division One)
- 1964–1966: Southern Football League (Premier Division)
- 1966–1971: Southern Football League (Division One)
- 1971–1973: Southern Football League (Division One South)
- 1973–1976: Southern Football League (Premier Division)
- 1976–1979: Southern Football League (Division One South)
- 1979–1989: Southern Football League (Southern Division)
- 1989–1993: Kent Football League (Division One)
- 1993–1999: Southern Football League (Southern Division)
- 1999–2004: Southern Football League (Eastern Division)
- 2004–2005: Isthmian League (Premier Division)
- 2005–2006: Isthmian League (Division One)
- 2006–2011: Isthmian League (Premier Division)
- 2011–2014: Conference South
- 2014– : Isthmian League (Premier Division)

Jednotlivé ročníky
Zdroj: 
Legenda: Z – zápasy, V – výhry, R – remízy, P – porážky, VG – vstřelené góly, OG – obdržené góly, +/- – rozdíl skóre, B – body, červené podbarvení – sestup, zelené podbarvení – postup, fialové podbarvení – reorganizace, změna skupiny či soutěže
| Sezóny  | Liga                               | Úroveň | Z  | V  | R  | P  | VG | OG | +/- | B  | Pozice |
| ------- | ---------------------------------- | ------ | -- | -- | -- | -- | -- | -- | --- | -- | ------ |
| 2009/10 | Isthmian League (Premier Division) | 7      | 42 | 18 | 8  | 16 | 69 | 67 | +2  | 62 | 8.     |
| 2010/11 | Isthmian League (Premier Division) | 7      | 42 | 22 | 10 | 10 | 71 | 45 | +26 | 76 | 2.     |
| 2011/12 | Conference South                   | 6      | 42 | 15 | 12 | 15 | 70 | 67 | +3  | 57 | 9.     |
| 2012/13 | Conference South                   | 6      | 42 | 12 | 12 | 18 | 56 | 77 | -21 | 48 | 16.    |
| 2013/14 | Conference South                   | 6      | 42 | 9  | 13 | 20 | 43 | 77 | -34 | 40 | 21.    |
| 2014/15 | Isthmian League (Premier Division) | 7      | 46 | 13 | 13 | 20 | 63 | 67 | -4  | 52 | 20.    |
| 2015/16 | Isthmian League (Premier Division) | 7      | 46 | 24 | 13 | 9  | 90 | 49 | +41 | 85 | 4.     |
| 2016/17 | Isthmian League (Premier Division) | 7      | 46 | 21 | 11 | 14 | 66 | 55 | +11 | 74 | 6.     |
| 2017/18 | Isthmian League (Premier Division) | 7      | 46 | 19 | 7  | 20 | 58 | 63 | -5  | 64 | 11.    |
| 2018/19 | Isthmian League (Premier Division) | 7      | 46 |    |    |    |    |    |     |    |        |